# Джованні Баттіста Бельцоні
Джованні Баттіста Бельцоні (італ. Giovanni Battista Belzoni, 5 листопада 1778 — 3 грудня 1823) — італійський авантюрист, інженер, циркач, мандрівник (Єгипет і країни арабського Близького Сходу).

## Життєпис. Ранні роки
Народився в місті Падуя, що входила до володінь Венеційської республіки. Справжнє прізвище Джованні — Больцон, але він змінив його на Бельцоні. Батько був перукарем, це був також перший фах Джованні. В родині було чотирнадцять дітей. Джованні рано почав працювати, спочатку в перукарні батька. В 16 років відбув до Риму, де почав вивчати інженерні науки. Молодість Джованні припала на військові авантюри Наполеона І і захоплення князівств Італії французькими вояками. Високого на зріст молодика силоміць би забрали в армію французів-загарбників 1797 року, тому він втік із Риму. Молодість, бажання заробити на життя і нестабільність воєнних років сприяли розвитку авантюрних рис його характеру. Він роками мандрував країнами Європи, а згодом і арабського Сходу, беручись за різні роботи.

## У Нідерландах
Разом з братом перебрався до Нідерландів, де далі працював перукарем. Наробивши там збитків, аби уникнути тюремного ув'язнення, тікає в Англію. Адже в Британії, на відміну від континентальної Європи, не відбувалися воєнні дії наполеонівської армії.

## У Британії. Одруження
У Британії Джованні ніхто не чекав. Він пристав до мандрівного цирку, де використовували його міць і величний зріст (два метри один сантиметр). Цирк працював на ярмарках та вулицях Лондона.
у Британії Джованні Бельцоні одружився з Сарою Бейн (*1783—†1860) з міста Бристоль, яка стане його помічницею і супроводжуватиме чоловіка в його далеких мандрах.

## Мандри. Початок
Разом з цирком розпочалися гастролі в Іспанії, Португалії, Сирії, острові Мальта. На Мальті 1815 року він зустрівся з Ісмаелем Ґібралтаром, посланцем Мехмеда Апі Паші (*1769—†1848) з арабського Єгипту. Останнього зацікавило знання Джованні Бельцоні гідравлічних механізмів, і в результаті той, разом з дружиною, відбув у Каїр.

## В арабському Єгипті

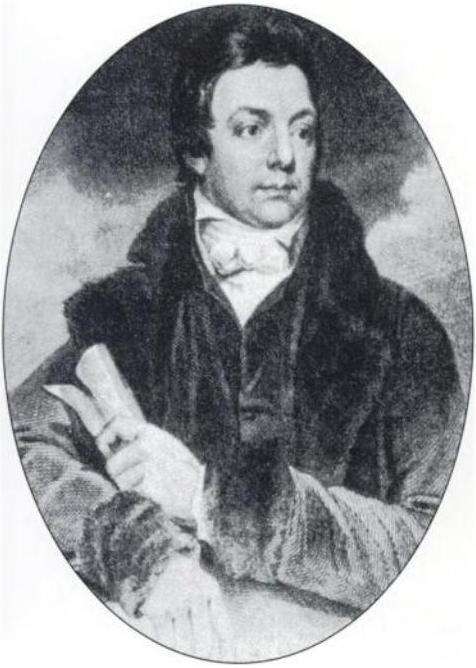
Генеральний консул Британії Генрі Солт.

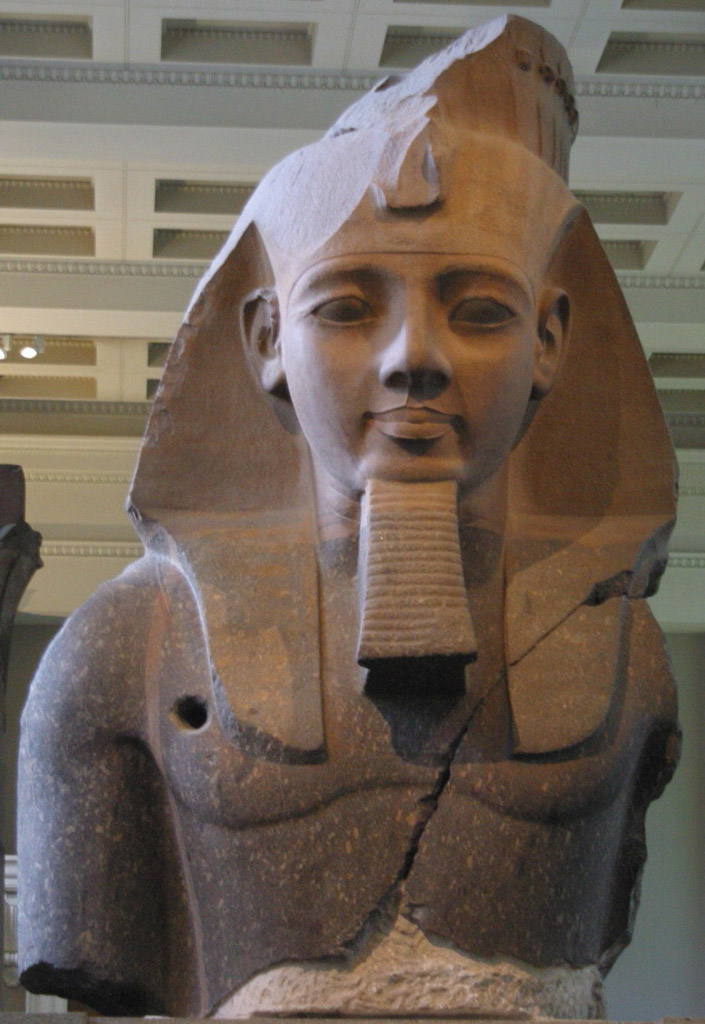
Погруддя велетенської скульптури фараона Рамзеса ІІ. Британський музей, Лондон.

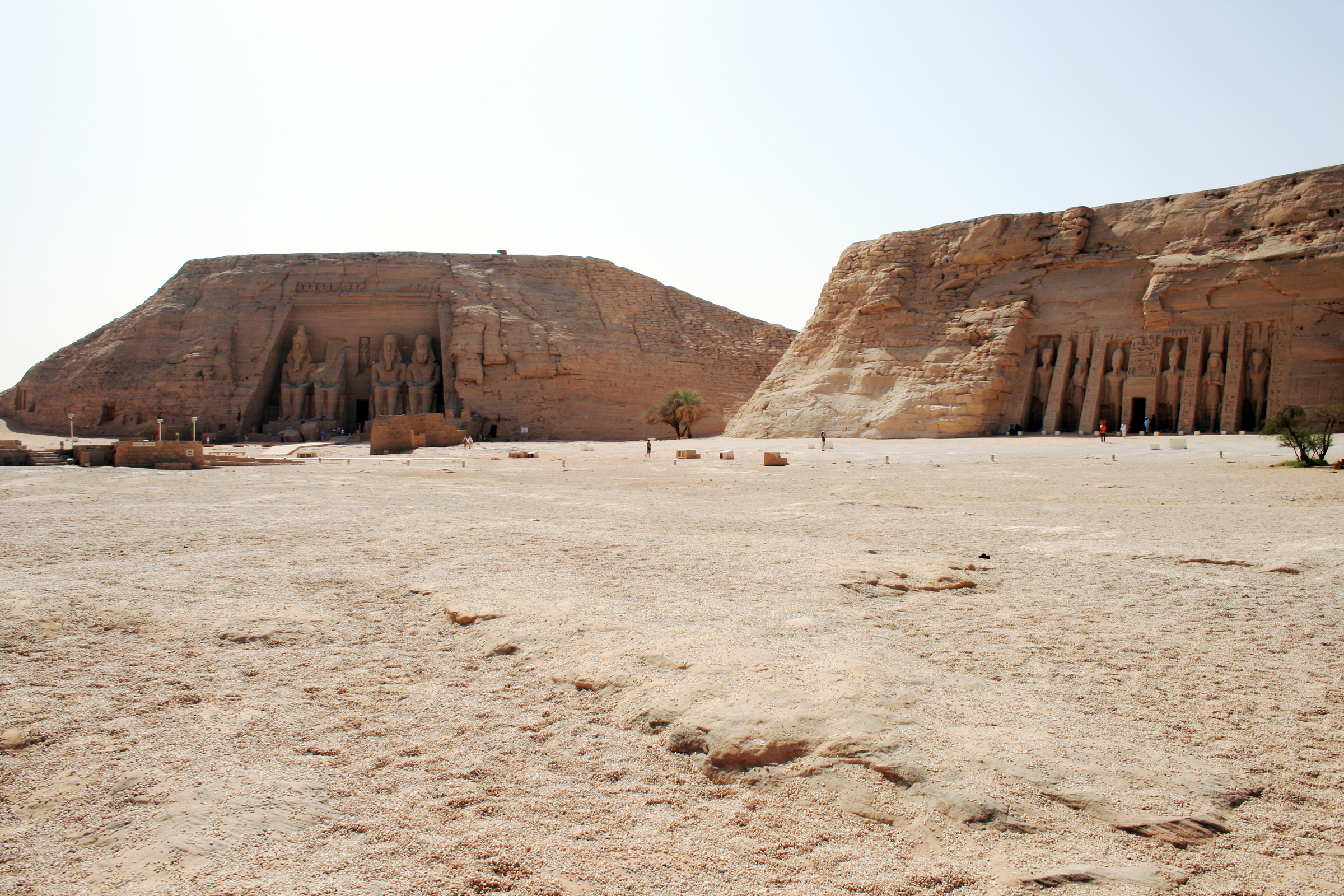
Абу-Сімбел

Перебування Джованні Бельцоні в Каїрі збіглося з отриманням посади генерального консула Британії Генрі Солтом (*1780—†1827), дипломатом, трохи художником і мандрівником. Саме він і використав найповніше авантюрний характер британського громадянина, італійця за походженням, з багажем інженерних знань. У той час в Єгипті точилося запекле суперництво між Францією та Великою Британію за першість у грабунку та вивезенні до Європи археологічних скарбів Стародавнього Єгипту. За рахунок авантюрного й ініціативного Джованні Бельцоні, генеральний консул Британії зміцнив свої позиції.
Генрі Солт забезпечив грошима експедиції Джованні Бельцоні і той вирушив вверх по річці Ніл з завданням дослідити пам'ятки, зібрати їх та транспортувати річкою на британські кораблі. Разом з Джованні Бельцоні мандрувала і його дружина. Серед перших завдань Бельцоні — транспортування на відстань 1200 метрів уламку велетенської скульптури до річки Ніл. Це погруддя декілька років до британців без успіх намагалися вивезти ще наполеонівські вояки. Уламок з граніту семи метрів завдовжки і вагою більше семи тонн таки вдалося перетягти до річки за п'ятнадцять днів. Джованні Бельцоні використав засіб дерев'яної платформи з вантажем, що пересували і тягли по круглим колодам арабські найманці в кількості вісімдесяти осіб. Погруддя тоді вважали зображенням молодого Мемнона (ефіопського царя, міфологічного онука троянського короля Пріама). Пізніше погруддя ідентифікували як портретну скульптуру фараона Рамзеса ІІ.
Одним з перших західноєвропейців Джованні Бельцоні поверхнево дослідив храми на острові Філе, храм в Абу-Сімбелі, відкритий до нього швейцарським науковцем Буркхардом. Бурхлива активність Бельцоні йшла не стільки від жаги наукових досліджень, бо він не був науковцем, скільки від авантюрного бажання новини і відкриття митецьких скарбів, які прагнув забрати і переправити в Британію, на свою нову батьківщину. Звідси намагання пробитися в храм Абу-Сімбел, загарбання давньоєгипетського обеліска на острові Філе, розкопки в містечку Карнак, в Долині Царів. Відкриття і розкопки авантюриста-аматора мимоволі, в останню чергу сприяли науковим відкриттям і становленню науки єгиптології. Це і де-шифровка напису на вище згаданому обеліску, і започаткування систематики на матеріалі розритих поховань. Аби закріпити за собою пріоритет в відкритті нових могил, він почав ставити власні написи на поховальних коморах.

## Два суперники-конкуренти

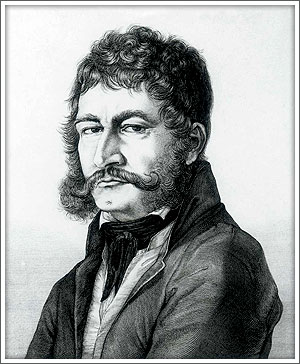
Бернардино Дроветті

20 лютого 1817 року він прибув на розкопки в храм Карнак, де знайшов декілька цікавих пам'яток мистецтва, серед яких — і саркофаг фараона Рамзеса ІІІ. Саркофаг переправили британському консулу Солту, а той продав його французькому королю Луї XVIII. Зрозуміло, з сучасних позицій на дослідження — ця діяльність не мала нічого спільного з наукою.
Не кращою була і активна діяльність ще одного італійця-авантюриста в Єгипті — Бернардино Дроветті, який служив французам. «Успіхи» в розкраданні археологічних скарбів Бельцоні спровокували спротив Бернардино Дроветті, що сприяв перешкодам в активності Бльцоні. У грудні 1817 року помер науковець Буркхард. У Бельцоні зміцніло бажання покинути генерального консула Солта і працювати в Єгипті лише на самого себе.

## В піраміді Хефрена

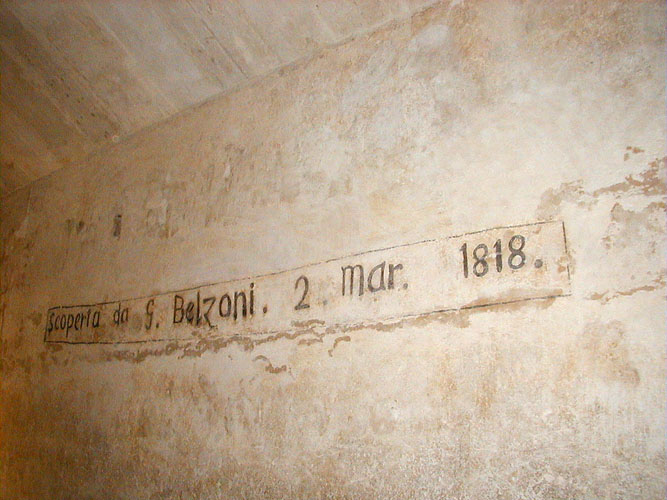
Напис Дж. Бельцоні в гробниці Хефрена від 2 березня 1818 року.

1818 року він дослідив другу за висотою піраміду в містечку Гіза. Прагнення — ті ж: дістатися за всяку ціну до поховальної комори в надії знайти стародавні скарби і збагатитися за їх рахунок. Бельцоні ретельно вивчив внутрішнє розпланування коридорів сусідньої піраміди Хуфу (Хеопса з грецької) і таки дістався поховальної комори піраміди фараона Хефрена. Зусилля виявилися марними, бо комору пограбували задовго до Бельцоні. Але власний напис на стіні комори він залишив.
Почала зростати і популярність Джованні Бельцоні в Британії. На його честь в Лондоні викарбували пам'ятну медаль з бронзи: на аверсі — портрет Джованні Бельцоні, на реверсі — піраміда фараона Хефрена.

## Повернення в Британію

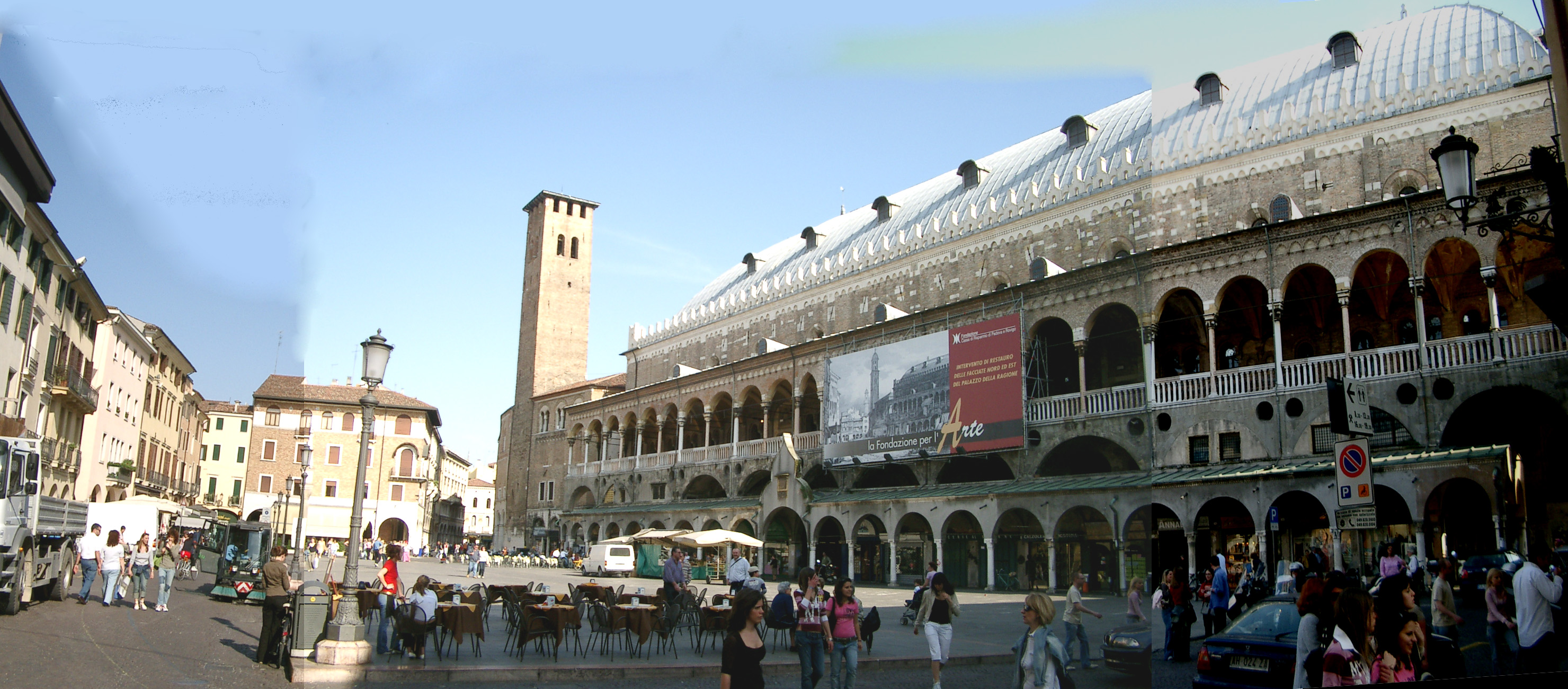
Площа перед Палаццо делла Раджоне, Падуя.

Спротив Дроветті набув такої міці, що витіснив конкурента Бельцоні з Єгипту. Останній зробив декілька мандрів-розвідок в Сіва, в оазу «Бахарія», але розкопки там не принесли Бельцоні нових коштовних пам'яток і матеріальних статків. У грудні 1819 року він прибув в рідну Падую, де демонстрував привезені пам'ятки з Єгипту. На честь Бельцоні відбулися урочистості, а в місті викарбували ще одну пам'ятну медаль. З тої пори в «Палаццо делла Раджоне» міста Падуї зберігаються два невеликі сфінкси.

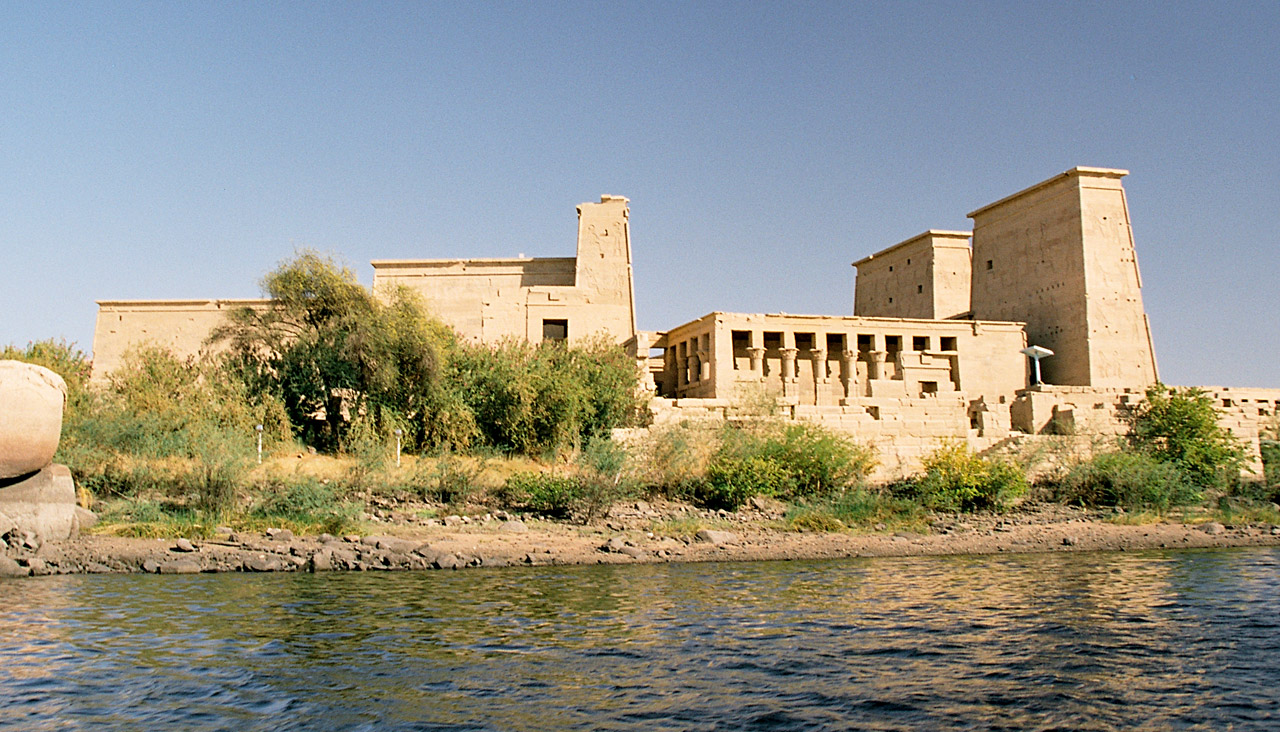
Храми на острові Філе

Через два місяці він прибув у Лондон. З квітня 1820 року він почав писати книгу-звіт про перебування в арабському Єгипті. її назва — «Повість операцій та знахідок в пірамідах, храмах, гробницях та розкопок в Єгипті і Нубії, мандри до Червоного моря в пошуках стародавнього Береніса та оази Юпітера Амона». Книга вийшла з друку в грудні 1820 року. Популярності Бельцоні в Британії сприяли як видання, так і виставка в Лондоні артефактів, вивезених з Єгипту. Книгу перевидали в Німеччині, Італії і у Франції. Його приймають до масонської ложі. 1822 року він перебував в столиці Російської імперії місті Санкт-Петербург, де російський імператор дав йому аудієнцію. Перебування в Лондоні і невідповідний спосіб життя привели Бельцоні до безгрошів'я. Він вимушений 1823 року прийняти пропозицію Африканської Асоціації в Лондоні на нову експедицію заради знайдення витоків річки Нігер.

## Смерть в Західній Африці
В квітні 1823 року він прибув у Марокко, з півночі якого планував через пустелю Сахару дістатися легендарного Тімбукту. Він таки перетнув Сахару, але зустрів значний опір місцевих племен і повернув назад. Тепер він планував експедицію з заходу. Він дістався Західної Африки і розпочав експедицію. Але захворів на дизентерію і помер 3 грудня 1823 року неподалік сучасного міста Бенін-Сіті в Нігерії.